# Sainte-Lheurine
Sainte-Lheurine és un municipi francès situat al departament del Charente Marítim i a la regió de la Nova Aquitània. L'any 2007 tenia 461 habitants.

## Demografia

### Població
El 2007 la població de fet de Sainte-Lheurine era de 461 persones. Hi havia 184 famílies de les quals 48 eren unipersonals (20 homes vivint sols i 28 dones vivint soles), 68 parelles sense fills, 64 parelles amb fills i 4 famílies monoparentals amb fills.
La població ha evolucionat segons el següent gràfic:
Habitants censats

### Habitatges
El 2007 hi havia 228 habitatges, 193 eren l'habitatge principal de la família, 4 eren segones residències i 31 estaven desocupats. 217 eren cases i 8 eren apartaments. Dels 193 habitatges principals, 131 estaven ocupats pels seus propietaris, 34 estaven llogats i ocupats pels llogaters i 27 estaven cedits a títol gratuït; 13 tenien dues cambres, 31 en tenien tres, 46 en tenien quatre i 102 en tenien cinc o més. 147 habitatges disposaven pel capbaix d'una plaça de pàrquing. A 89 habitatges hi havia un automòbil i a 89 n'hi havia dos o més.

### Piràmide de població
La piràmide de població per edats i sexe el 2009 era:
| Homes | Edats   | Dones |
| ----- | ------- | ----- |
| 0     | 95 o +  | 0     |
| 0     | 90 a 94 | 0     |
| 4     | 85 a 89 | 8     |
| 0     | 80 a 84 | 0     |
| 8     | 75 a 79 | 12    |
| 8     | 70 a 74 | 16    |
| 12    | 65 a 69 | 8     |
| 20    | 60 a 64 | 12    |
| 8     | 55 a 59 | 16    |
| 8     | 50 a 54 | 8     |
| 16    | 45 a 49 | 24    |
| 12    | 40 a 44 | 8     |
| 16    | 35 a 39 | 20    |
| 16    | 30 a 34 | 8     |
| 28    | 25 a 29 | 24    |
| 8     | 20 a 24 | 12    |
| 12    | 15 a 19 | 8     |
| 8     | 10 a 14 | 4     |
| 20    | 5 a 9   | 12    |
| 16    | 0 a 4   | 24    |

## Economia
El 2007 la població en edat de treballar era de 291 persones, 231 eren actives i 60 eren inactives. De les 231 persones actives 208 estaven ocupades (119 homes i 89 dones) i 23 estaven aturades (6 homes i 17 dones). De les 60 persones inactives 19 estaven jubilades, 21 estaven estudiant i 20 estaven classificades com a «altres inactius».

### Ingressos
El 2009 a Sainte-Lheurine hi havia 185 unitats fiscals que integraven 468,5 persones, la mediana anual d'ingressos fiscals per persona era de 14.246 €.

### Activitats econòmiques
Dels 20 establiments que hi havia el 2007, 1 era d'una empresa alimentària, 1 d'una empresa de fabricació d'altres productes industrials, 3 d'empreses de construcció, 6 d'empreses de comerç i reparació d'automòbils, 3 d'empreses de transport, 1 d'una empresa d'hostatgeria i restauració, 1 d'una empresa financera, 3 d'empreses de serveis i 1 d'una empresa classificada com a «altres activitats de serveis».
Dels 2 establiments de servei als particulars que hi havia el 2009, 1 era un paleta i 1 fusteria.
L'únic establiment comercial que hi havia el 2009 era una botiga d'electrodomèstics.
L'any 2000 a Sainte-Lheurine hi havia 45 explotacions agrícoles que ocupaven un total de 1.599 hectàrees.

## Equipaments sanitaris i escolars
El 2009 hi havia una escola elemental integrada dins d'un grup escolar amb les comunes properes formant una escola dispersa.

## Poblacions més properes
El següent diagrama mostra les poblacions més properes.